# Luis Arturo González López
Pour les articles homonymes, voir Luis González (homonymie), González, Luis López et López.
Luis Arturo González López, né le 21 décembre 1900 à Zacapa et mort le 11 novembre 1965, est un homme d'État guatémaltèque. Il est président du Guatemala du 27 juillet au 24 octobre 1957.